# Edificio Correos de Albacete
El edificio Correos es una construcción de la segunda mitad del siglo XX sede de la Sociedad Estatal Correos y Telégrafos en la ciudad española de Albacete.

## Historia
El edificio fue proyectado en 1974 por el arquitecto Juan Salabert Sancho promovido por la Dirección General de Correos y Telecomunicaciones en las céntricas calles de Dionisio Guardiola, del Rosario y del Marqués de Villores para ser la sede principal de la Sociedad Estatal Correos y Telégrafos en la capital albaceteña.

## Características
El edificio, de configuración vertical, tiene una particular envolvente con una inclinación de 45°. Son características las figuras escultóricas de cabeza de león presentes en su fachada. Cuenta con una superficie de 7844 m² distribuidos en sótano, planta baja y cinco plantas que alberga los muelles de carga, las diferentes oficinas, bar, biblioteca, salón de actos, club o aulas.